# Modern Eyes
Modern Eyes es una canción escrita por David Paich e interpretada por la banda de rock Toto, la canción fue grabada durante las sesiones del álbum Fahrenheit de 1986 y no fue liberada hasta 1998 en el álbum Toto XX, la canción es un Reggae tal y como lo comenta David Paich.

## Personal
- David Paich: Teclados, voz principal
- Steve Lukather: Guitarra, coros
- Jeff Porcaro: Batería, Synclavier tambores, timbales
- Mike Porcaro: Bajo
- Steve Porcaro: Programación de sintetizadores

## Personal adicional
- Dave Sanborn: Saxofón

- Grabado por: Shep Lonsdale en 1986
- Mezclada por: Elliot Scheiner en 1997

- Datos: Q9033928